# Epicauta hirtipes
Epicauta hirtipes is een keversoort uit de familie van de oliekevers (Meloidae). De wetenschappelijke naam van de soort werd in 1871 gepubliceerd door Charles Owen Waterhouse.